# Canzoni ed emozioni
Canzoni ed emozioni è un album raccolta di Marcella Bella, pubblicato nel 2011 dalla RCA. Quest'album fa parte della discografia non ufficiale della cantante italiana e raccoglie solo brani tratti dal suo repertorio del periodo CBS e Ricordi.

## Tracce
CD 1
1. Senza un briciolo di testa
2. Nell'aria
3. Canto straniero
4. Pensieri e parole
5. Camminando e cantando
6. Il tempo di morire
7. Mi mancherai
8. Emozioni
9. Ancora tu
10. Tanti auguri
11. Nessuno mai
12. Montagne verdi

CD 2
1. L'ultima poesia
2. Verso l'ignoto
3. Sono immune
4. Amici
5. Di notte la città
6. Domani
7. Un canto del brasile
8. Domenica
9. Nel mio cielo puro
10. Fiori rosa fiori di pesco
11. Baciami
12. 10 ragazze

CD 3
1. Il colore rosso dell'amore
2. Non mi avrai
3. Per gioco, per complicità
4. La mia fede
5. Una sera a New York
6. Dopo la tempesta
7. Esseri umani
8. Mi domando
9. Acqua azzurra acqua chiara
10. Problemi
11. Oh johnny
12. Febbre d'amore